# Arondismentul Albertville
Arondismentul Albertville (în franceză Arrondissement d’Albertville) este un arondisment din departamentul Savoie, regiunea Rhône-Alpes, Franța.

## Subdiviziuni

### Cantoane
- Cantonul Aime
- Cantonul Albertville-Nord
- Cantonul Albertville-Sud
- Cantonul Beaufort
- Cantonul Bourg-Saint-Maurice
- Cantonul Bozel
- Cantonul Grésy-sur-Isère
- Cantonul Moûtiers
- Cantonul Ugine

### Comune
| 1. Aigueblanche (73003)              | 2. Aime (73006)                        | 3. Albertville (73011)                | 4. Allondaz (73014)                  |
| 5. Les Allues (73015)                | 6. Les Avanchers-Valmorel (73024)      | 7. Beaufort(73034)                    | 8. Bellentre (73038)                 |
| 9. Le Bois (73045)                   | 10. Bonneval (73046)                   | 11. Bonvillard (73048)                | 12. Bourg-Saint-Maurice (73054)      |
| 13. Bozel (73055)                    | 14. Brides-les-Bains (73057)           | 15. La Bâthie (73032)                 | 16. Cevins (73063)                   |
| 17. Champagny-en-Vanoise (73071)     | 18. Les Chapelles (73077)              | 19. Cléry (73086)                     | 20. Cohennoz (73088)                 |
| 21. Crest-Voland (73094)             | 22. Césarches (73061)                  | 23. La Côte-d'Aime (73093)            | 24. Esserts-Blay (73110)             |
| 25. Feissons-sur-Isère (73112)       | 26. Feissons-sur-Salins (73113)        | 27. Flumet (73114)                    | 28. Fontaine-le-Puits (73115)        |
| 29. Frontenex (73121)                | 30. La Giettaz (73123)                 | 31. Gilly-sur-Isère (73124)           | 32. Granier (73126)                  |
| 33. Grignon (73130)                  | 34. Grésy-sur-Isère (73129)            | 35. Hautecour (73131)                 | 36. Hauteluce (73132)                |
| 37. Landry (73142)                   | 38. La Léchère (73187)                 | 39. Marthod (73153)                   | 40. Mercury (73154)                  |
| 41. Montagny (73161)                 | 42. Montailleur (73162)                | 43. Montgirod (73169)                 | 44. Monthion (73170)                 |
| 45. Montvalezan (73176)              | 46. Moûtiers (73181)                   | 47. Mâcot-la-Plagne (73150)           | 48. Notre-Dame-de-Bellecombe (73186) |
| 49. Notre-Dame-des-Millières (73188) | 50. Notre-Dame-du-Pré (73190)          | 51. Pallud (73196)                    | 52. Peisey-Nancroix (73197)          |
| 53. La Perrière (73198)              | 54. Planay (73201)                     | 55. Plancherine (73202)               | 56. Pralognan-la-Vanoise (73206)     |
| 57. Queige (73211)                   | 58. Rognaix (73216)                    | 59. Saint-Bon-Tarentaise (73227)      | 60. Saint-Jean-de-Belleville (73244) |
| 61. Saint-Marcel (73253)             | 62. Saint-Martin-de-Belleville (73257) | 63. Saint-Nicolas-la-Chapelle (73262) | 64. Saint-Oyen (73266)               |
| 65. Saint-Paul-sur-Isère (73268)     | 66. Saint-Vital (73283)                | 67. Sainte-Foy-Tarentaise (73232)     | 68. Sainte-Hélène-sur-Isère (73241)  |
| 69. Salins-les-Thermes (73284)       | 70. Séez (73285)                       | 71. Thénésol (73292)                  | 72. Tignes (73296)                   |
| 73. Tournon (73297)                  | 74. Tours-en-Savoie (73298)            | 75. Ugine (73303)                     | 76. Val-d'Isère (73304)              |
| 77. Valezan (73305)                  | 78. Venthon (73308)                    | 79. Verrens-Arvey (73312)             | 80. Villard-sur-Doron (73317)        |
| 81. Villarlurin (73321)              | 82. Villaroger (73323)                 |                                       |                                      |